# Mehmet Fuat Köprülü
Mehmet Fuat Köprülü (5 de desembre de 1890 – 28 de juny de 1966, conegut com a Köprülüzade Mehmet Fuat  abans de la llei de cognoms a Turquia i com a indicatiu de la seva pertinença a la il·lustre família Köprülü), fou un historiador, polític i professor turc, conegut per les seves contribucions a la història de l'Imperi Otomà, i al folklore i llengua turques.

## Biografia
Antic professor de literatura a la Universitat d'Istanbul (1913-1942), fou elegit (1935) diputat a la Gran Assemblea Nacional de Turquia on treballà per instaurar dos partits polítics diferents a Turquia. Fou membre fundador del Demokrat Parti junt amb Celal Bayar, Adnan Menderes, i Refik Koraltan, Köprülü fou ministre d'Afers Exteriors en el govern de Menderes del 1950 al 1955, i també fou breument viceprimer ministre el 1956.

## Obra
Com a historiador, les seves obres inclouen Origen ètnic de l'otomà,Orígens de l'Imperi Otomà, l'Imperi Seljúcida d'Anatòlia: la seva història i cultura segons fons locals musulmanes i Islam a Anatòlia. Després de la invasió turca: prolegòmens. És també el fundador d'una de les perspectives que intenten comprendre l'ascens de la tribu otomana i la direcció de la seva expansió. Recentment s'ha creat un Programa de Beques Mehmet Fuat Köprülü per proporcionar fons per a estudiants turcs per dur a terme estudis de doctorat a la Universitat de Cambridge.

## Publicacions
- Yeni Osmanlı Tarih-i Edebiyatı (1916)
- Türk Edebiyatında İlk Mutasavvıflar (1919–1966)
- Nasrettin Hoca (1918–1981)
- Türk Edebiyatı Tarihi (1920)
- Türkiye Tarihi (1923)
- Bugünkü Edebiyat (1924)
- Azeri Edebiyatına Ait Tetkikler (1926)
- Milli Edebiyat Cereyanının İlk Mübeşşirleri ve Divan-ı Türk-i Basit (1928)
- Türk Saz Şairleri Antolojisi (1930–1940, üç cilt)
- Türk Dili ve Edebiyatı Hakkında Araştırmalar (1934)
- Anadolu’da Türk Dili ve Edebiyatı’nın Tekamülüne Bir Bakış (1934)
- Osmanlı Devleti’nin Kuruluşu (1959)
- Edebiyat Araştırmaları Külliyatı (1966)
- İslam ve Türk Hukuk Tarihi Araştırmaları ve Vakıf Müessesesi (1983)

### Traduccions
- Türk Edebiyatında İlk Mutasavvıflar fou traduïda a l'anglès com a Early Mystics in Turkish Literature per Gary Leiser i Robert Dankoff el 2006